# Жовта акація кущова
Жовта ака́ція кущова, карагана кущова (Caragana frutex) — вид трав'янистих рослин з родини бобові (Fabaceae), поширений у Південно-Східній Європі, Азії.

## Опис
Кущ 30–80(150) см. Усі частини рослини голі, лише зрідка листочки злегка опушені. Листочки 5–20 мм довжиною, 2.5–9 мм завширшки. Чашечка 5–7 мм довжиною, 3.4–4.7 мм завширшки. Кущі до 2 м у висоту. Гілки бурі, жовтувато-сірі або темно-сірувато-зелені. Квітки поодинокі або по 2. Віночок жовтий, 2–2.2 см. Боби циліндричні, 2–3 см. 2n = 32.

## Поширення

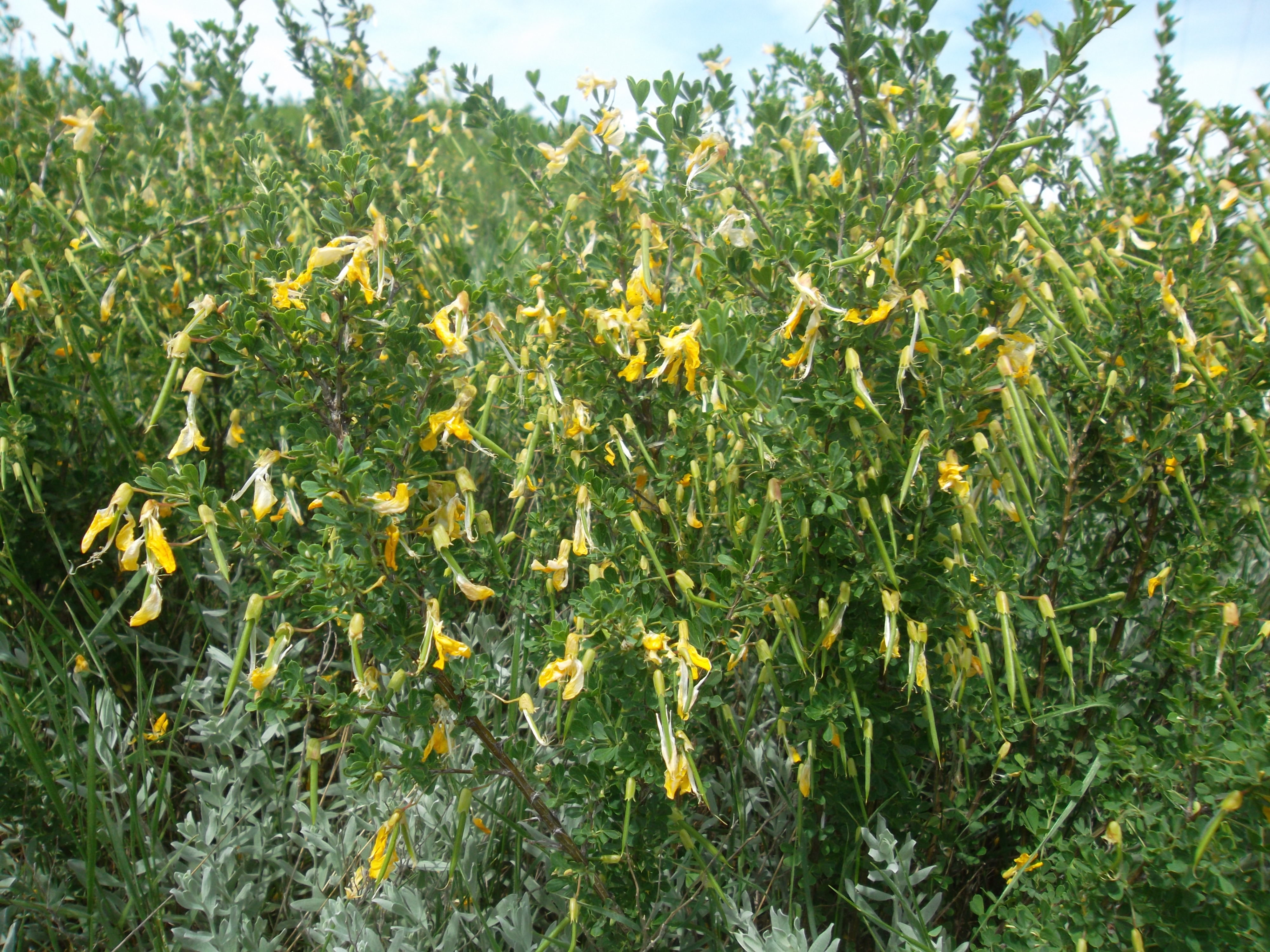
Жовта акація кущова в заказнику Чутівські степи

Поширений у Південно-Східній Європі (Болгарія, Румунія, Молдова, Україна, Росія), Азії (Сибір, Казахстан, Киргизстан, Китай [Сіньцзян]); також культивується.
В Україні вид зростає на степах, схилах і відслоненнях — на півдні Лісостепу і в Степу.